# Corsica Viva
Pour l’article homonyme, voir Corsica Viva (ferry).
Corsica Viva est un groupe politique rattaché au nationalisme corse, composé d'anciens membres du Mouvement pour l'autodétermination (MPA), branche politique du FLNC-Canal Habituel. Corsica Viva était la branche politique du FLNC du 5-Mai,.